# 壁村三嵕庙
壁村三嵕庙，位于山西省长治市长子县常张乡壁村，是一处山西省文物保护单位。
2021年8月4日，壁村三嵕庙公布为第六批山西省文物保护单位，年代为元、清，古建筑类，编号6-167。